# Smeysberg

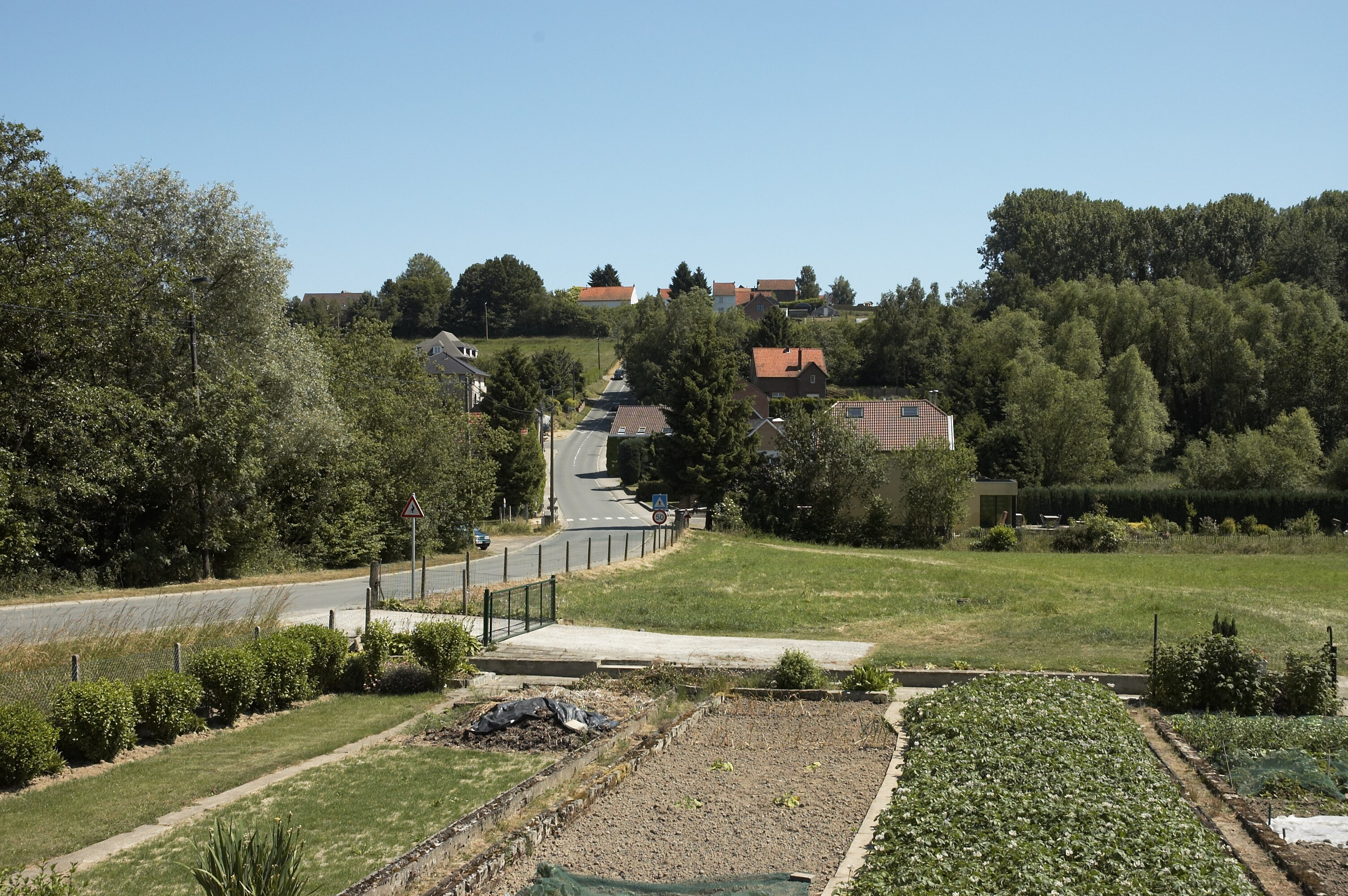
Smeysberg

De Smeysberg is een helling in de Belgische provincie Vlaams-Brabant. Ze wordt beschouwd als de lastigste helling uit de druivenstreek. De helling is opgenomen in de Cotacol Encyclopedie met de 1.000 zwaarste beklimmingen van België.

## Wielrennen

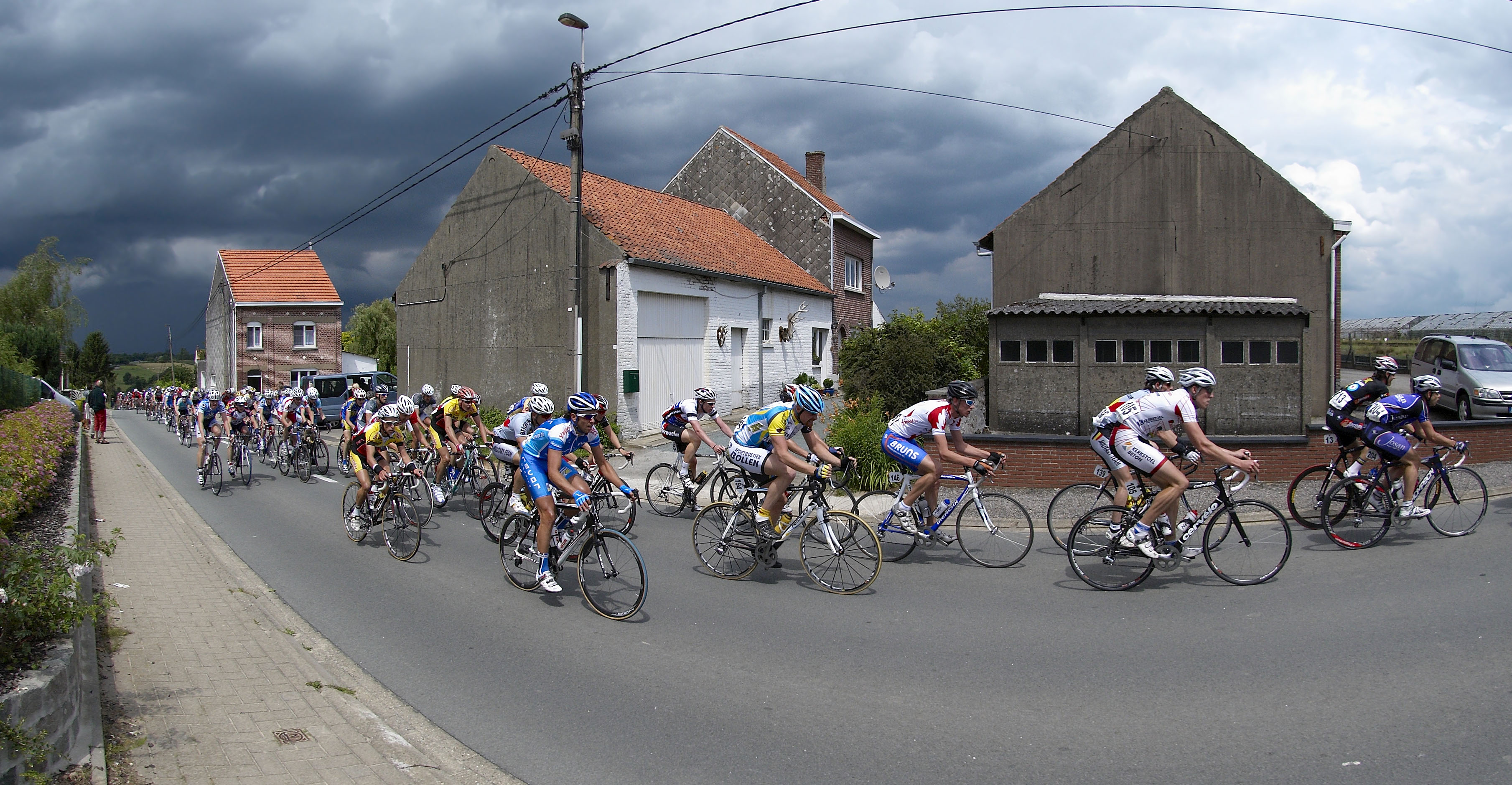
race "Grote Prijs de Immotheker"

De Smeysberg maakt vaak deel uit van het parcours van de rittenwedstrijd Ronde van België en de Brabantse Pijl. Ook zit de helling in de recreatieve Brabantse Pijlroute.